# L'ultima domanda
L'ultima domanda (The Last Question) è un racconto di fantascienza dello scrittore Isaac Asimov. Fu pubblicato per la prima volta nel numero del novembre 1956 della rivista Science Fiction Quarterly e compare nelle raccolte Nine Tomorrows (1959), Il meglio di Asimov (1973) e Sogni di robot (1986). 
Il racconto si compone di una serie di storie vagamente connesse tra di loro, che narrano di un computer immaginario chiamato Multivac, il cui nome è un gioco di parole con UNIVAC - UNIVersal Automatic Computer - una linea di computer famosa in quegli anni, e delle sue evoluzioni nel corso dei secoli. Asimov lo considerava il racconto migliore che avesse mai scritto. La storia fu adattata per lo Strasenburgh Planetarium di Rochester, New York nel 1969, sotto la direzione di Ian C. McLennan. Dopo aver visto l'adattamento della storia per il planetario, Asimov concluse "in privato" che fosse la miglior storia di fantascienza mai scritta. L'ultima domanda è considerata insieme a Notturno ed altre, una delle storie di Asimov più conosciute ed apprezzate.

## Trama
La storia narra dell'evoluzione di un computer chiamato Multivac o AC e del suo rapporto con l'umanità, spiegato attraverso sette diverse ambientazioni storico-temporali. La prima si svolge nell'anno 2061. In ognuna delle prime sei ambientazioni uno dei personaggi pone al computer una domanda, cioè come si possa affrontare la minaccia alla sopravvivenza umana a causa della morte termica dell'universo. Così come gli stessi personaggi della storia riconoscono, la domanda è equivalente a dire: "Può la seconda legge della termodinamica essere invertita?". Ogni volta il computer si trova nell'impossibilità di rispondere, affermando di avere "dati insufficienti per una risposta significativa", fino all'episodio finale, quando il computer, unica entità senziente in un universo ormai morto, dopo aver raccolto tutti i dati possibili finalmente trova la risposta all'ultima domanda.
Alla fine, AC riesce a ricreare un nuovo universo:

## Cronologia
Il racconto è diviso in 7 parti (ciascuna delle quali è contraddistinta da un importante avanzamento tecnologico), che hanno per protagonisti membri dell'umanità e una delle evoluzioni del computer AC.
| Sezione | Tempo                            | Protagonisti umani                    | AC            | Caratteristiche AC                                                               | Novità tecnologica                   |
| 1       | 21 maggio 2061                   | Alexander Adell, Bertram Lupov        | Multivac      | Transistor                                                                       | Energia solare                       |
| 2       | alcuni millenni dopo             | Jerrodd, Jerrodine, Jerrodette I e II | Microvac      | Valvole molecolari                                                               | Balzo interstellare                  |
| 3       | 22000 d.C. circa                 | VJ-23X di Lameth, MQ-17J di Nicron    | AC Galattico  | Ondate di sub-mesoni                                                             | Immortalità                          |
| 4       | tra 7,5 miliardi di anni         | Zee Prime, Dee Sub Wun                | AC Universale | Globo luminoso di mezzo metro, l'AC risiede per la maggior parte nell'iperspazio | Liberazione della mente dal corpo    |
| 5       | tra 100 miliardi di anni         | Uomo                                  | AC Cosmico    | L'AC risiede totalmente nell'iperspazio, composto né da materia, né da energia   | Fusione di tutti gli uomini tra loro |
| 6       | tra 10 trilioni di anni          | Uomo                                  | AC            |                                                                                  | Fusione Uomo/AC                      |
| 7       | Dopo un "intervallo senza tempo" |                                       | AC            |                                                                                  | Inversione dell'entropia             |